# St. Alban's College
St. Alban's College é uma escola particular de ensino médio e matutino de inglês para meninos, situada no subúrbio de Lynnwood Glen, em Pretória, na província de Gauteng, na África do Sul. Fundada em 1963 por Anton Murray, sua história, influência, riqueza e reputação acadêmica a tornaram uma das escolas de maior prestígio na África do Sul. A escola irmã é chamada St. Mary's Diocesan School for Girls.